# Vitis
- Commons
- Wikispecies

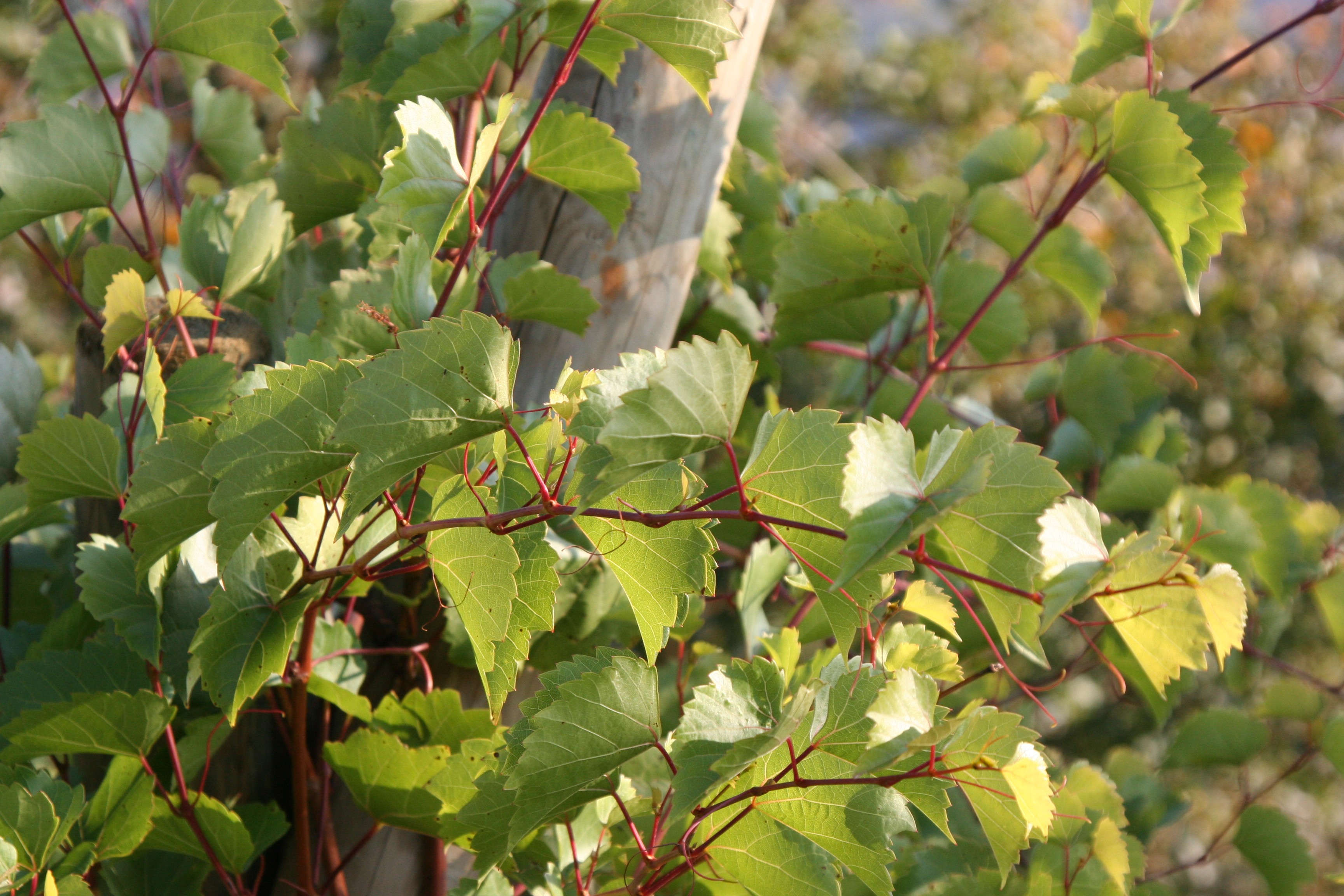
Vitis rupestris

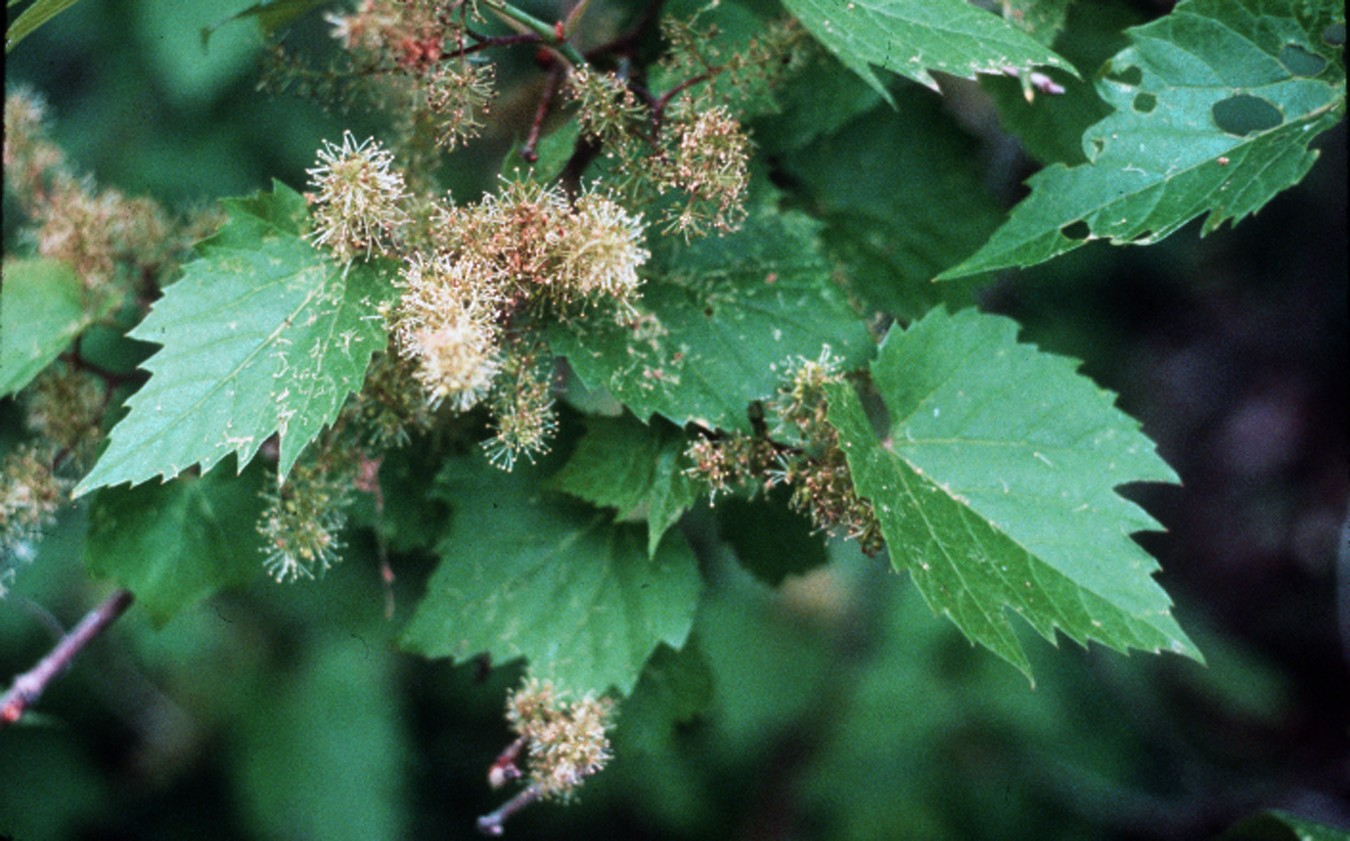
Vitis riparia

Videira, vite, vinha, vinhal, vinhedo ou parreira (do latim Vitis, L.) são denominações do gênero de plantas arbustivas da família das vitáceas, antigamente chamada Ampelidacee.
A espécie mais conhecida do gênero é a Vitis vinifera L., responsável pela produção de vinho.
A Vitis é uma trepadeira da família das vitáceas, com tronco retorcido,  ramos flexíveis, folhas grandes e repartidas em cinco lóbulos pontiagudos, flores esverdeadas em ramos, e cujo fruto é a uva. Originária da Eurásia, a videira é cultivada em todas as regiões de clima temperado.
A videira produz as uvas, fruto de cujo suco se produz o vinho.
O cultivo da videira para a produção de vinho é uma das atividades mais antigas da civilização. Evidências indicam o cultivo da videira para a produção de vinho na região do Egito e da Ásia Menor durante o período neolítico, ao mesmo tempo em que a humanidade, instalada em colônias permanentes, começou a cultivar alimentos e criar gado, além de produzir cerâmica.

## Sinonímia
- Muscadinia (Planch.) Small
- Spinovitis Carrière, nom. invál.

## Espécies
- Vitis acerifolia
- Vitis aestivalis, sua variedade Norton é usada para fabricar vinho
- Vitis amurensis
- Vitis arizonica
- Vitis x bourquina
- Vitis californica
- Vitis x champinii
- Vitis cinerea
- Vitis x doaniana
- Vitis girdiana
- Vitis labrusca, espécie norte-americana, utilizada na produção de sumo, uva de mesa e, algumas vezes, vinho
- Vitis x labruscana
- Vitis monticola
- Vitis mustangensis
- Vitis x novae-angliae
- Vitis palmata
- Vitis riparia, espécie bravia norte-americana, usada, às vezes, para produzir vinho
- Vitis rotundifolia, uva muscadínea, usada para doces e, por vezes, vinho
- Vitis rupestris
- Vitis shuttleworthii
- Vitis tiliifolia
- Vitis vinifera, tipo de videria mais frequente na produção do vinho, na Europa
- Vitis vulpina
- Lista completa

## Classificação do gênero
| Sistema | Classificação                      | Referência               |
| ------- | ---------------------------------- | ------------------------ |
| Linné   | Classe Pentandria, ordem Monogynia | Species plantarum (1753) |